# 三姉妹の大いなる報酬
『三姉妹の大いなる報酬』（さんしまいのおおいなるほうしゅう、The great Reward は、1922年に発表されたエドガー・ウォーレスによる中編小説。英国在郷の父親と個性的な娘たちが繰り広げるドタバタ喜劇である。

## 物語
イギリスの在郷で細々と農場を営むヨーマン家。主人のジョーダンは少しでも家計を潤そうと、家の一部を下宿人に貸すことにした。
ジョーダンには、父親の事を名前で呼ぶ変人揃いの三人の娘がいる。ジョージーナは戯曲を書いてプロになる野心を持ち、ジョセフィンは賞金のかかった「偉大なるジョーンズ」をつかまえることを狙っている。ヘレンは、女学院で風紀委員をやっていた堅物。ジョーダンは毎日、彼女たちに手を焼きながらも呑気な田舎暮らしをしてきたのだった。
そこへ、ロンドンの劇場で戯曲の脚本手直しをやっているジョーンズが下宿希望の借主として登場。実は彼は激務で疲労しきっており、医者の指示で、田舎へ静養にやってきたという経緯があった。ところが、ジョセフィンは彼こそお尋ね者の「偉大なるジョーンズ」ではないかと疑いはじめる。

## 主な登場人物
- ジョーダン・ヨーマン - 三人の年頃の娘たちに振り回されっぱなしの田舎紳士。間の抜けたところがある。
- ジョージ－ナ、ジョセフィン、ヘレン - ジョーダンの娘たち。父親を「ジョーダン」と呼ぶ。
- ギャレット・モーペス - 劇場主。わがままな女優や、出来の悪い原作者や台本作家に頭を痛めている。
- シセロ・ジョーンズ - 舞台劇の脚本家兼演出家。医者から田舎で休暇を取れと勧められた。
- 偉大なるジョーンズ - ヨーマン家の近郊で指名手配中の悪者。捕まえた者や情報提供者に賞金が出る。

## 内容
- 本作は、1922年に『The Grand Magazin』誌に発表されたが、その後単行本化されず、発表から少し後にオーストラリアの新聞に掲載されたものを、21世紀になってウォーレス研究家のファンに発見された中篇である[1]。本文の随所に挿絵があり、当時のイギリス在郷の生活や服装などが、写実的な絵で読者に紹介されている。

## 備考
- この中篇の翻訳は、論創社から出版された『淑女怪盗ジェーンの冒険 　アルセーヌ・ルパンの後継者たち』（川原あかね訳、2015年）に併録されている。